# Zsanett Németh
Zsanett Németh (Veszprém, 21 gennaio 1994) è una lottatrice ungherese, specializzata nella lotta libera e nella lotta sulla spiaggia.

## Palmarès
- Europei

Novi Sad 2017: argento nella lotta libera 75 kg.
Bucarest 2019: bronzo nella lotta libera 76 kg.
- Giochi mondiali sulla spiaggia

Doha 2019: argento nella lotta sulla spiaggia +70 kg.